# 開善寺 (長野市)
開善寺（かいぜんじ）は、長野県長野市松代町西条にある真言宗智山派の寺院。経蔵は長野県の県宝。

## 歴史
- 創建は清和天皇の第三皇子貞元親王が開基と伝えられている。
- 1622年（元和8年） 真田信之が上田藩から松代藩に移封されるとともに現在地に移動
- 1660年（万治3年） 舞鶴山中腹に経蔵を建立
- 1966年（昭和41年） 経蔵が長野県宝に指定